# Zoolea lobipes
Zoolea lobipes är en bönsyrseart som beskrevs av Olivier 1792. Zoolea lobipes ingår i släktet Zoolea och familjen Mantidae. Inga underarter finns listade i Catalogue of Life.